# Yttrium(III)-chlorid
Yttrium(III)-chlorid ist eine chemische Verbindung, genauer das Chlorid von Yttrium.

## Gewinnung und Darstellung
Gewonnen werden kann Yttriumchlorid durch Reaktion von Yttriumoxid mit Salzsäure oder Chlor.

## Verwendung
Yttriumchlorid wird in der analytischen Chemie als Katalysator, zur Herstellung von reinem Yttrium (z. B. durch Reduktion mit Kalium) sowie als Ausgangsstoff von keramischen Materialien (z. B. titan- und phosphorhaltigen Keramiken, die unter anderem als Mikrowellenfilter und Lasermaterial benutzt werden können) und Gläsern verwendet.

## Physikalische Eigenschaften
Yttriumchlorid kristallisiert in einer monoklinen Kristallstruktur. Die Raumgruppe ist C2/m (Nr. 12) und die Gitterkonstanten betragen a = 6,92 Å, b = 11,94 Å, c = 6,44 Å und β = 111,0°. In der Kristallstruktur ist jedes Yttriumatom verzerrt oktaedrisch von sechs Chloratomen umgeben.